# Jeżówka (województwo zachodniopomorskie)
Jeżówka (niem. Eichgrund; do 15 czerwca 1952 Jeżyce) – dawna wieś w Polsce. Znajdowała się około 1,5 km na północny zachód od Maszkowa w województwie zachodniopomorskim, w powiecie goleniowskim, w gminie Nowogard.
Dawniej samodzielna gromada w gminie Maszkowo w powiecie nowogardzkim w województwie szczecińskim. W 1954 roku włączona do gromady Żabowo. W latach 1975–1998 miejscowość należała administracyjnie do województwa szczecińskiego.
Po Jeżówce nie pozostało nic, choć nazwa Jeżówka figuruje nadal dla potrzeb określenia drogi powiatowej 4175Z (Maszkowo–Jeżówka) o długości 1620 m. W miejscu, gdzie dawniej leżała Jeżówka przebiega obecnie droga ekspresowa S6.